# 隋芬之战
綏芬之战（阿拉伯语：‎）是第一次伊斯蘭內戰中的一場關鍵性戰役，发生于公元657年7月26日至28日今叙利亚的拉卡以西45公里处；一方是作为第四代哈里发的阿里·本·阿比·塔利卜，另一方是时任叙利亚总督穆阿威叶一世。

## 背景
第三代哈里發奧斯曼·本·阿凡遭到刺殺後，